# 布尔邦
布尔邦（法語：Boulbon，法語發音：[bulbɔ̃]）是法国普罗旺斯-阿尔卑斯-蓝色海岸大区罗讷河口省的一个市镇，属于阿尔勒区。

## 地理
布尔邦（43°51'45"N, 4°41'37"E）面积19.33 平方千米，位于法国普罗旺斯-阿尔卑斯-蓝色海岸大区罗讷河口省，该省份为法国东南部沿海省份，北起沃克吕兹省，西接加尔省，南濒地中海，东临瓦尔省。
与布尔邦接壤的市镇（或旧市镇、城区）包括：巴邦塔讷、圣皮埃尔-德梅佐阿格、塔拉斯孔、阿拉蒙。

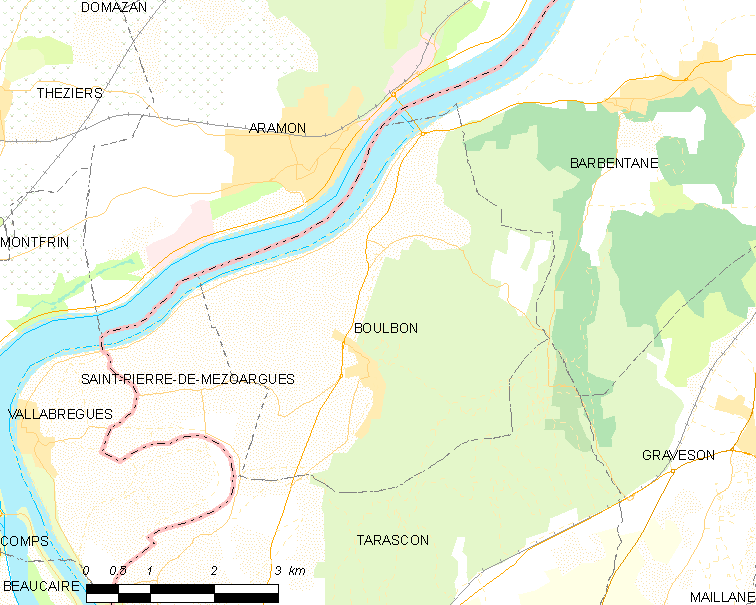
布尔邦的OSM定位图

布尔邦的时区为UTC+01:00、UTC+02:00（夏令时）。

## 行政
布尔邦的邮政编码为13150，INSEE市镇编码为13017。

## 政治
布尔邦所属的省级选区为沙托勒纳尔县。

## 人口

1962-2008年间布尔邦人口变化图示

布尔邦于2022年1月1日时的人口数量为1531人。